# Microplinthus kaligandaki
Microplinthus kaligandaki – gatunek chrząszcza z rodziny ryjkowcowatych i podrodziny Molytinae.
Gatunek ten opisany został w 2004 roku przez Massimo Meregalliego na podstawie pojedynczego samca, odłowionego w 1954 roku.
Chrząszcz o ciele długości 3,7 mm (bez ryjka), ubarwiony ciemnobrązowawoczerwono z pomarańczowymi czułkami i ciemnoczerwonymi  stopami. Ryjek regularnie zakrzywiony, u nasady ciemny, matowy i gęsto punktowany. Przedplecze o bokach prawie równoległych, umiarkowanie zbieżnych ku przodowi. Pokrywy z regularnie rozmieszczonymi, cienkimi, sterczącymi, długimi, niepogrupowanymi szczecinkami, pozbawione guzków na międzyrzędach. Nieparzyste międzyrzędy nieco silniej wypukłe i szersze od parzystych. Edeagus o zaokrąglonym wierzchołku. Odnóża o goleniach gęsto pomarszczonych i pazurkach pozbawionych ząbków.
Ryjkowiec znany tylko z miejscowości Sikha w środkowym Nepalu, z wysokości około 2400 m n.p.m..